# Mexichromis pusilla
Espèce
Mexichromis pusilla est une espèce de nudibranches de la famille des Chromodorididae.

## Répartition
Ce nudibranche se rencontre dans le Pacifique central (Philippines, Îles Marshall et Polynésie française).

## Description
Cette espèce peut mesurer jusqu'à 20 mm.
Mexichromis pusilla a un corps, des branchies et des rhinophores rose-orange. Le manteau est bordé d'une large bande jaune pâle et il y a deux taches blanches sur son dos. Cette espèce se confond facilement avec d'autres nudibranches de même couleur, notamment Verconia varians et Verconia norba,,,.
C'est une espèce hermaphrodite.

## Alimentation
Comme tous les Chromodorididae, Mexichromis pusilla se nourrit d'éponges.

## Systématique
Le nom valide complet (avec auteur) de ce taxon est Mexichromis pusilla (Bergh, 1874).
L'espèce a été initialement classée dans le genre Chromodoris sous le protonyme Chromodoris pusilla Bergh, 1874,.
Mexichromis pusilla a pour synonymes :
- Chromodoris pusilla Bergh, 1874
- Durvilledoris pusilla (Bergh, 1874)

## Publication originale
- (de) R. Bergh, « Neue Nacktschnecken der Südsee, malacologische Untersuchungen », Journal des Museum Godeffroy, Hambourg, vol. 2, no 6,‎ 1874, p. 91-116 (lire en ligne, consulté le 5 avril 2024).